# Toy Dolls

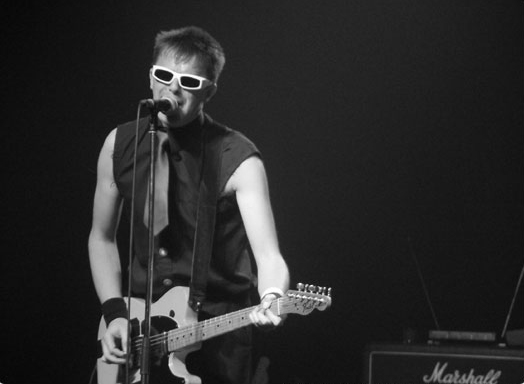
Michael "Olga" Algar actuando en directo en 2005.

Toy Dolls, también citado como The Toy Dolls, es un grupo británico de punk rock. Se formaron en 1979, actuando por primera vez en el Millview Social Club de Sunderland, Tyne and Wear, el 20 de octubre de 1979. Tras un par de actuaciones, el vocalista Pete Zulu abandonó la formación para crear su propia banda. Fue reemplazado por otro vocalista, Hud, quien también dejó el grupo tras una única actuación, convirtiendo a Toy Dolls en un trío con su guitarrista, Michael "Olga" Algar asumiendo el papel de vocalista. Sólo fue el comienzo del baile de baterías y bajistas que caracterizarían a Toy Dolls a lo largo de los años.
Rápidamente construyeron un grupo local de admiradores y se les consideró inicialmente un grupo Oi!, en plena emergencia en ese momento, aunque mucha gente opina que, a pesar de poseer unos coros característicos de la música Oi!, se les clasifica mejor como pop-punk. Otra razón de asociárseles con la movida Oi! es que fueron apoyados por Garry Bushell, muy involucrado con bandas Oi! como The Angelic Upstarts (a los cuales Toy Dolls acompañaron en su primera gira nacional). En 1980 un hombre de negocios local financió su primer sencillo, "Tommy Kowey's Car" con el tema "She Goes To Finos" en su cara B. Vendieron rápidamente sus primeras 500 copias, pero la banda no podía permitirse el lujo de editar más, haciendo de este disco una pieza de coleccionista.
En 1983 estrenaron su primer LP, "Dig That Groove Baby"; por aquel entonces y con la ayuda de Bushell comenzaron a atraerse la atención de prensa nacional, y en 1984 reventaron la lista de éxitos con su interpretación punk de «Nellie the Elephant», una clásica canción infantil, que alcanzó el número 4 en las listas británicas y que permaneció entre las 100 mejores durante no menos de 12 semanas.
Toy Dolls han continuado desde entonces con su eterno cambio de casas discográficas y formación, estableciendo bases de admiradores en Europa, Estados Unidos y Japón, publicando multitud de LP y sencillos que llevaron a Toy Dolls a lo que conocemos hoy en día.

## Evaluación crítica
Hay quien dice que el punk tiene que ser político o airado, pero Toy Dolls demostró que puede ser simplemente una forma de divertirse con letras y títulos de canciones irreverentes, incluyendo joyas como "Yul Brynner Was A Skinhead", "My Girlfriend's Dad's A Vicar" y "James Bond Lives Down Our Street." Olga ha sido descrito como uno de los guitarristas punk más originales (lo cual es más impresionante teniendo en cuenta que es totalmente autodidacta). Las canciones son generalmente una mezcla de frenéticos solos de guitarra, canciones descaradas interpretadas por Olga, coros socarrones y letras humorísticas.

## "Travesuras" de la banda
El grupo mantiene varias tradiciones recurrentes que continúan cimentando su imagen desde sus primeros años:
- Es difícil verlos sin sus caricaturescas gafas de sol rectangulares. Aunque aparecen sin ellas en la portada de su álbum "One More Megabyte", incluyen normalmente el truco desde que se formó el grupo.
- A menudo incluyen aliteraciones en títulos de canciones ("Peter Practice's Practice Place", "Fisticuffs in Frederick Street", "Neville is a Nerd", por mencionar alguna).
- Sus discos incluyen normalmente una versión de alguna canción bien conocida, generalmente acelerada al "tempo punk" habitual. Algunos ejemplos son "Tocatta in Dm", "Sabre Dance", "Livin' La Vida Loca", "Lazy Sunday Afternoon" y "The Final Countdown", así como parodias de otras canciones populares, como "The Kids in Tyne and Wear (Kids of America)" y "The Devil Went Down to Scunthorpe (The Devil Went Down to Georgia)".
- Sus discos empiezan frecuentemente con una breve "intro" mezclando el título del álbum con un riff pegadizo, y finalizando con un "outro", generalmente una canción ligeramente más larga que supone una variación sobre el riff de la introducción.

## Miembros actuales
- Michael Algar "Olga" – voz y guitarra
- Duncan Redmonds "The Amazing Mr. Duncan" – batería, coros
- Tom Blyth "Tommy Goober" – bajo, coros

## Discografía
Álbumes de estudio
| Álbum                        | Año  |
| ---------------------------- | ---- |
| Dig That Groove Baby         | 1983 |
| A Far Out Disc               | 1985 |
| Idle Gossip                  | 1986 |
| Bare Faced Cheek             | 1987 |
| Wakey Wakey                  | 1989 |
| Fat Bob's Feet               | 1991 |
| Absurd-Ditties               | 1993 |
| Orcastrated                  | 1995 |
| One More Megabyte            | 1997 |
| Anniversary Anthems          | 2000 |
| Our Last Album?              | 2004 |
| The Album After the Last One | 2012 |
| Olgacoustic                  | 2015 |
| EPISODE XIII                 | 2019 |

Recopilatorios y directos
| Álbum                           | Año  |
| ------------------------------- | ---- |
| Ten Years of Toys               | 1989 |
| 22 Tunes Live from Tokyo        | 1990 |
| On Stage in Stuttgart           | 1999 |
| Treasured Toy Dolls Tracks Live | 2006 |